# Steffen Meyer (Ministerialbeamter, 1985)
Steffen Meyer (* 20. November 1985 in Rotenburg (Wümme)) ist ein deutscher Ministerialbeamter. Er ist seit 2025 stellvertretender Sprecher der Bundesregierung im Presse- und Informationsamt der Bundesregierung.

## Leben
Meyer wuchs im Scheeßeler Ortsteil Wittkopsbostel auf. 2005 legte er das Abitur an der Eichenschule Scheeßel ab. Anschließend leistete er Zivildienst. Von 2006 bis 2009 studierte er Angewandte Medienwirtschaft und Sportjournalistik an der Hochschule Mittweida. Von 2009 bis 2017 war er als wissenschaftlicher Mitarbeiter des Bundestagsabgeordneten Lars Klingbeil tätig. Von 2011 bis 2013 absolvierte er ein Masterstudium in Public Administration an der Hochschule für Wirtschaft und Recht Berlin. Von 2018 bis 2020 leitete er das SPD-Vorstandsbüro und war Büroleiter von Lars Klingbeil in dessen damaliger Funktion als SPD-Generalsekretär. Von 2021 bis 2023 war Meyer als Direktor für das Beratungsunternehmen FGS Global tätig. Von 2023 bis 2025 war er wiederum Leiter des Strategischen Zentrums der SPD.
Im Zuge der Bildung des Kabinetts Merz am 6. Mai 2025 wurde Meyer auf Vorschlag der SPD zum stellvertretenden Sprecher der Bundesregierung im Presse- und Informationsamt der Bundesregierung ernannt.
Meyer ist Mitglied der SPD, für die er von 2006 bis 2013 Ratsherr in Scheeßel war. Seit 2014 schreibt er Blogbeiträge und Kolumnen über den FC Bayern München. Er hat drei Kinder.